# Эхион
Эхи́он (др.-греч. Ἐχίων) — персонаж древнегреческой мифологии. Сын Гермеса и Антианиры, дочери Менетия, брат-близнец Еврита. Из Алопы. Аргонавт. Участник Калидонской охоты. Воздвиг в чаще храм Кибелы.